# Follow Me (film, 2020)
Pour les articles homonymes, voir Follow Me (homonymie), No Escape et Sans issue.
Pour plus de détails, voir Fiche technique et Distribution.
Follow Me (No Escape) est un film d'horreur américain, réalisé par Will Wernick, et sorti en 2020.

## Synopsis
Cole Turner fait une tournée en Russie avec ses amis pour sa chaine YouTube en direct, mais un piège atroce et mortel est tendu par une organisation criminelle.

## Fiche technique
- Titre original : No Escape
- Titre français : Follow Me
- Réalisation : Will Wernick
- Scénario : ?
- Direction artistique : ?
- Décors : ?
- Costumes : ?
- Photographie : ?
- Son : ?
- Montage : ?
- Musique : ?
- Production : ?
- Sociétés de production : ?
- Société de distribution : ?
- Pays d’origine : États-Unis
- Langue originale : Anglais
- Format : ?
- Genre : thriller / horreur
- Durée : ?
- Date de sortie : États-Unis : 18 septembre 2020 (en VàD)
  - France : 9 janvier 2021  (vidéo)
- Interdit aux moins de 12 ans

## Distribution
- Holland Roden : Erin Isaacs
- Keegan Allen : Cole Turner,
- Sebastian L. Hunt : Young Cole
- Pasha Lychnikoff : Andrei
- Denzel Whitaker : Thomas
- Tristan Lee Griffin : Young Thomas
- George Janko : Dash
- Siya : Sam
- Ronen Rubinstein : Alexei Koslov
- Emilia Ares : Viktoria
- Kimberly Quinn : Laura Turner
- Dimiter Marinov : Igor